# Cum ad propulsandam

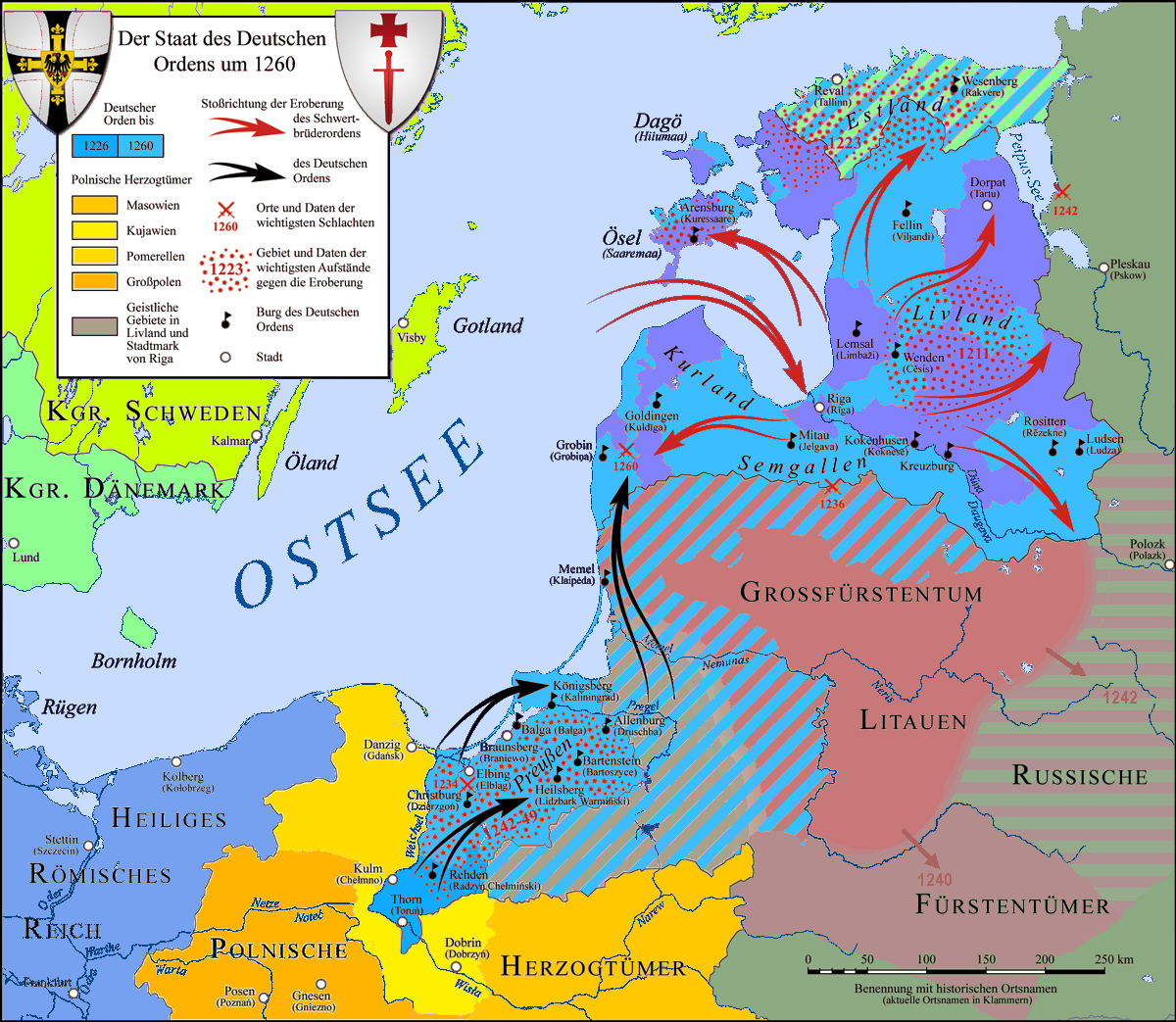
Carte de l'état monastique des chevaliers teutoniques, 1260

Cum ad propulsandam est une bulle pontificale du pape Célestin III lancée le 11 janvier 1193. Elle appelle à la croisade contre les peuples païens de la Baltique orientale et de l'est de l'Europe pour les christianiser. La croisade est lancée en 1195 et constitue le point de départ des croisades baltes, ou croisades nordiques.